# Cazals-des-Baylès
 Cazals-des-Baylès  là một xã ở tỉnh Ariège, thuộc vùng Occitanie ở phía tây nam nước Pháp.